# 横浜海洋会館
横浜海洋会館（よこはまかいようかいかん）は、神奈川県横浜市中区海岸通1丁目に所在する建築物である。

## 歴史
日本大通が海岸通と突き当る、現在の開港資料館前交差点付近に、大倉商事横浜出張所として1929年（昭和4年）に建設された。
海洋会は、1935年に野毛山に横浜支部会館を設けたが、第二次世界大戦により焼失した。1951年より新会館開設のための基金の募集を開始し、1958年までに旧会館の敷地の売却代金などを含め990万円の基金を集めた。財団法人日本船員福利協会と共同で大倉商事ビルを購入し、1959年2月5日に開館披露を行った。日本船員福利協会は1978年に日本船員福利雇用促進センター（現・日本船員雇用促進センター） (SECOJ) に改組している。

## 建築

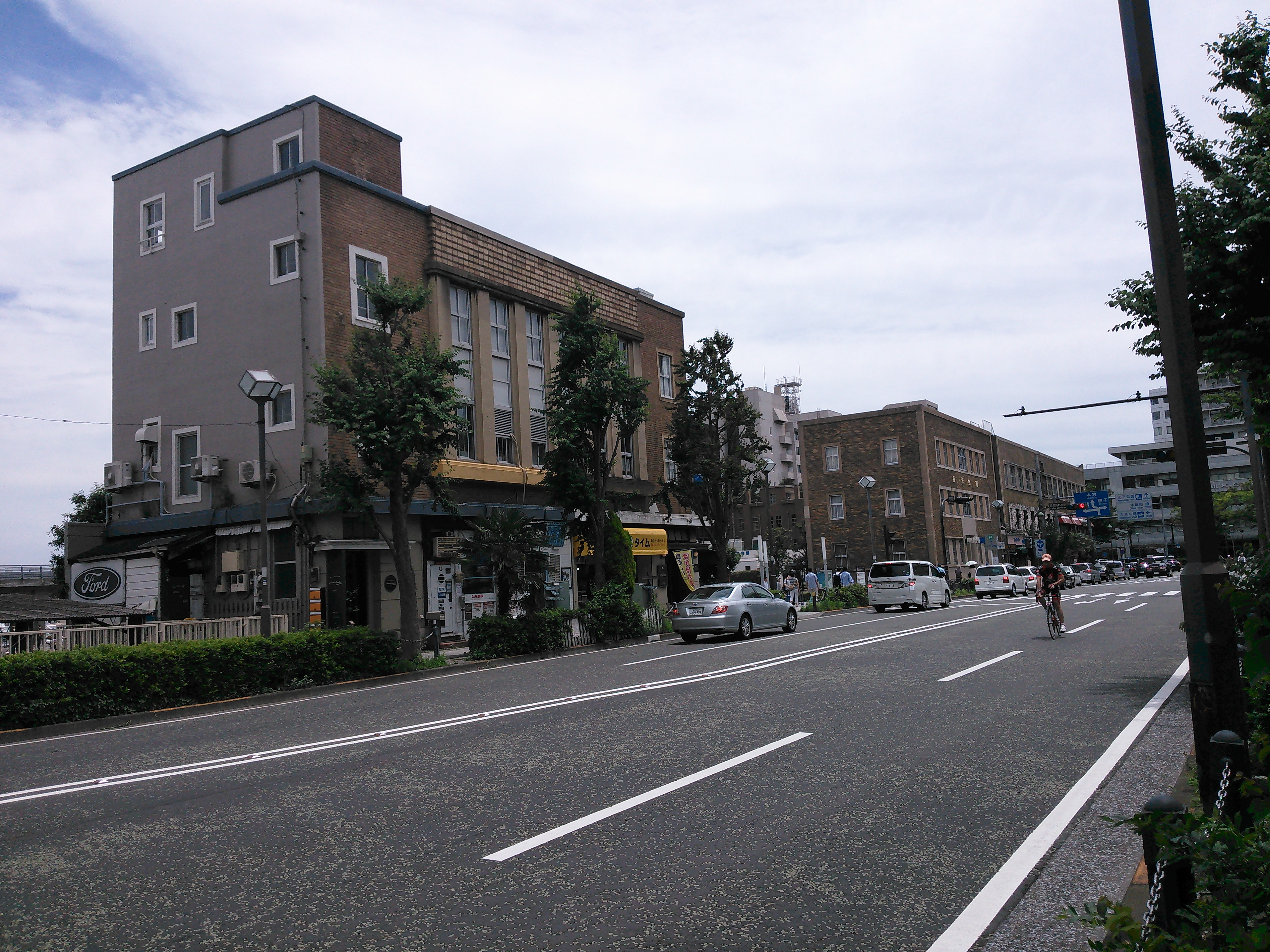
海岸通1丁目の街並み。通り沿いに、手前から昭和ビル、キッコーマンビル跡、横浜海洋会館、横浜貿易会館

褐色のスクラッチタイルを基調とした外観で、通りから見て右に隣接する横浜貿易会館（本館と同じく大倉土木の設計・施工）と似た外観を持つ。左側のキッコーマンビル・昭和ビルとともに、昭和初期に建設されたスクラッチタイル貼り3階建のビルが4棟連続する景観が形成されていたが、キッコーマンビルは2000年に解体された。本館の地下1階・地上1階はSECOJの専有部分で、2000年6月まで船員サービスセンターとして使用されたのち、テナントが入居している。2・3階は海洋会の専有部分で、2階は横浜パイロットクラブと国際海事検定社、3階は横浜マリンクラブが賃借するほか会議室が入る。